# Вулиця Дозвільна
Ву́лиця Дозвільна — вулиця у Залізничному районі міста Львова, в місцевості Сигнівка. Сполучає вулиці Городоцьку та Сигнівку. Прилучаються вулиці Костянтини Малицької та Журавлина.

## Історія
Прокладена у другій половині XX століття та 1959 року отримала назву вулиця Дозвільна. Відтоді назва жодного разу не змінювалася.

## Забудова
Забудова вулиці Дозвільної — одно- та двоповерхова барачна 1950-х років, чотириповерховий конструктивізм 1960-х років.
№ 3 — триповерхова будівля львівської середньої загальноосвітньої школи I—III ступенів № 68. Школа була відкрита 1 вересня 1961 року.